# لنوار سیتی (تنسی)
لنوار سیتی(به انگلیسی: Lenoir City) شهری در ایالت تنسی کشور ایالات متحده آمریکا است که جمعیت آن در سرشماری سال ۲۰۱۰ میلادی، ۸٬۶۴۲ نفر بوده‌است.